# Stanisław Witkowski (poeta)
Stanisław Witkowski inna forma nazwiska: Witowski, krypt.: S. W., (ur. około 1580, zm. po 1626) — poeta polityczny i okolicznościowy, tłumacz, satyryk staropolski, tworzący w pierwszej połowie XVII wieku. 

## Życiorys
O jego życiu niewiele wiadomo. Urodził się około roku 1580. W młodości żył w Krakowie, studiował prawo. Znał literaturę klasyczną i polską, język łaciński i prawdopodobnie grecki. Począwszy od marca roku 1609 mieszkał w Łomży, gdzie od roku 1611 był pisarzem w tamtejszej królewskiej komorze celnej. Zmarł po roku 1626. W pierwszej połowie wieku XVII żyli prawdopodobnie także inni pisarze tegoż nazwiska.

## Twórczość
Z analizy jego twórczości można wnosić o jego zamiłowaniu do nauki, o znajomości greki. Przypisuje mu się autorstwo 113 utworów, wydanych w latach 1603–1626. Dotykał w nich problematyki porządku publicznego, piętnował korupcję wśród urzędników i celników, popierał kupców, wyrażał sprzeciw wobec złego traktowania chłopstwa. Jego twórczość uznawana była za wartościową nie tylko ze względu na znaczenie dla poznania historii kultury, obyczajów, ale i dla znacznej ilości przysłów czy powiedzeń, żywych jeszcze na przełomie XIX i XX wieku. 
Do najbardziej znaczących dzieł Witkowskiego należą: Apophtegmata abo subtelne powieści z ksiąg Plutarcha y różnych philozophów... (1615) i zwłaszcza Złota wolność koronna seymom i zjazdom... (1609). W tym drugim dziele nawoływał do zniesienia prawa neminem captivabimus, poskromienia zbytków i niezgód, etc.

### Ważniejsze utwory
- Upomnienie Korony Polskiej, brak miejsca wydania (1608), przedr. J. Czubek Pisma polityczne z czasów rokoszu Zebrzydowskiego 1606-1608, t. 1, Kraków 1918, s. 322
- Sen duchowny w dniu Bożego Narodzenia, brak miejsca wydania (1609)
- Złota wolność Koronna, Kraków 1609, drukarnia S. Kempini
- Sapho słowieńska na grzmotną sławę z zwycięstwa smoleńskiego, Kraków 1611, drukarnia A. Piotrkowczyk
- Wanda, na szczęśliwe zwrócenie Jego Królewskiej Miłości z zwycięstwa moskiewskiego, Kraków 1611, drukarnia A. Piotrkowczyk
- O nadzwyczajnych poborach, brak miejsca wydania 1613, egz. obecnie nieznane; fragm. podał H. Juszyński Dykcjonarz poetów polskich, t. 2, Kraków 1820, s. 332, (rozprawa przeciw poborcom celnym)
- Apophtegmata abo subtelne powieści z ksiąg Plutarcha i różnych filozofów, cesarzów, królów..., Kraków 1615, drukarnia A. Piotrkowczyk; 3 fraszki przedr. J. Tuwim Cztery wieki fraszki polskiej, Warszawa 1937; także wyd. 2 Warszawa 1957, (wierszowane apoftegmata o treści moralizującej; podstawą były teksty z Plutarcha, bliżej nieznany łac. Żywot filozofów oraz M. Rej)
- Pobudka ludzi rycerskich... ku czułości i przestrodze dalszej wojny tureckiej panom chrześciańskim nowo uczyniona, Zamość 1621, drukarnia S. Nizolius.

### Przekłady
- Teodor Prodromus Zgoda tułająca się, Kraków 1605, drukarnia: potomkowie Wirzbięty (przekład zapewne z oryginału greckiego, z dodaniem własnych szczegółów obyczajowych)
- Andreas Frusius (des Freux) Wiersz o obrazku Baranka Bożego, Jarosław 1626, drukarnia J. Szeliga.

### Utwory o autorstwie niepewnym
- Poseł na sejm krakowski, brak miejsca wydania (1603); wydane pod nazwiskiem Stanisława Witkowskiego, być może jest dziełem innego S. W., zmarłego w roku 1637
- Lament na sektę rokoszańską... 1607, z rękopisu ogł. J. Czubek Pisma polityczne z czasów rokoszu Zebrzydowskiego 1606-1608, t. 1, Kraków 1918, s. 203-222, (nie jest wykluczone istnienie tego druku; autorstwo przypisał hipotetycznie A. Brückner; Estreicher uznał je za wątpliwe).